# Chemin de fer de Castres à Murat-sur-Vèbre
La ligne de Castres à Murat-sur-Vèbre est une ancienne ligne de chemin de fer secondaire du groupe sud des Chemins de fer départementaux du Tarn.

## Histoire
La ligne de Chemin de Fer de Castres à Murat
Désenclaver la montagne du Tarn, l'ouvrir à la modernité, tel est le défi que représente la
construction d'une ligne de chemin de fer à voie étroite entre Castres et Murat. En cette fin
de XIXème siècle l'enjeu est autant politique que technique. Républicains et conservateurs
se divisent. Au terme d'âpres débats le "Petit train de Lacaune" sera le fruit de la
conjonction de deux projets, celui politique d'Edouard Barbey, Reille Soult et Ludovic de
Naurois et celui technique d'un ingénieur visionnaire, Georges Callon.
De 1902 à 1911, un immense chantier éventre la montagne, mobilisant des centaines
d'ouvriers, de techniciens, d'ingénieurs. Vingt tunnels, douze ponts et viaducs, le long des
vallées de l'Agout et du Gijou, depuis Castres ( alt. 172 m) jusqu'à Murat ( alt.848 m)
jalonneront la Ligne qui sera exploitée par une Compagnie privée: la CFDT (Chemins de Fer
Départementaux du Tarn). A vapeur d'abord, comme la célèbre locomotive N° 11 qui assura
le train inaugural en 1905 et qui fut la dernière en service jusqu'en 1956, puis au diesel avec
l'introduction des autorails Verney et Billard, le Tortillard desservira les lignes de Castres,
Brassac, Murat, jusqu'à sa mise au rancard le 31 décembre 1962.
Le petit train de Lacaune, jouera, durant les quelques décennies de son exploitation, un rôle
économique et culturel essentiel, rendant durant l'Occupation des services majeurs à la
Résistance. Son histoire est remplie d'anecdotes, de souvenirs, de légendes. L'épopée du
Tortillard laisse derrière elle une profonde nostalgie à l'heure où l'on s'active à raviver sa
mémoire le long d'une voie verte qui en épouse le tracé.

## Infrastructure
La voie est à écartement métrique avec courbes pouvant descendre à moins de 100 m de rayon. La plupart du parcours est en site propre avec des ouvrages d'art lourds dignes des grands réseaux que ce soit en matière de ponts, viaducs et tunnels.
L'altitude de départ est de 170 m et le faîte situé un peu avant le terminus est à 905 m. Le dénivelé est franchi grâce à une rampe quasi continue sur les 75 km du trajet, pouvant atteindre les 40‰.
Huit bâtiments voyageurs sont construits à Roquecourbe, Vabre, Lacaze, Viane-Pierre-Ségade, Lacaune les bains, Moulin-Mage et Murat-sur-Vèbre mais il faut aussi noter le joli buffet de Laparayrié ainsi que la halte avec marquise de Castres Albinque.
Peu après Laparayrié-Beaudecamy, un enchaînement de trois viaducs est remarquable. Le tunnel le plus long est celui de Teillède avec ses 720 m.

## Population desservie
Liste des principales villes et bourgs desservies par la ligne :
| Nombre d'habitants en 1910 | Nombre d'habitants en 1910 |
| Ville                      | Habitants                  |
| -------------------------- | -------------------------- |
| Castres                    | 26000                      |
| Roquecourbe                | 1700                       |
| Lacrouzette                | 1100                       |
| Vabre                      | 2100                       |
| Lacaze                     | 1900                       |
| Viane                      | 1800                       |
| Gijounet                   | 600                        |
| Lacaune                    | 3400                       |
| Moulin Mage                | 600                        |
| Murat sur Vèbre            | 2100                       |

## Itinéraire

### De Castres à Vabre
La ligne commence à l'altitude de 170 m par un parcours urbain depuis la cour de la gare (ex-midi) de Castres. Il longe, direction nord-est, en accotement côté gauche, la rue Albert 1er sur 300 m qu'il quitte pour la rue en courbe du Commandant Pra et rejoint plein nord, successivement le boulevard des Lices, puis Georges Clemenceau. Il atteint, juste après l'église, la première halte dite de l'Albinque (avec évitement et belle petite marquise) au pk 1,6 puis affronte une première rampe qu'il aborde par l'avenue Augustin Malroux.
Dès lors, en site propre à partir de l'actuelle rue Auguste Foures, la ligne quitte la ville et sa voirie pour s'établir dans un environnement essentiellement rural voire typiquement montagnard.
Sur quelques kilomètres, la voie s'élève régulièrement, en serpentant dans les coteaux surplombant la rive droite de l'Agout. Au pk 7, elle dessert la halte des Salvages, puis coupe un long bras de la rivière en franchissant un premier faîte à 276 m par deux tunnels successifs, celui des Grèzes (275 m) puis celui de Malsacat (37 m). L'itinéraire redescend, alors, vers Roquecourbe qu'il atteint au pk 9,9 après avoir franchi l'Agout pour la première fois sur un élégant pont en pierre. La gare établie au bord de la rivière comporte une voie d'évitement.
Dès la sortie de la gare, en entrant dans la forêt de Lacrouzette, la montée reprend. Le tunnel de Sainte-Julianne (188 m) puis de Cambon (40 m) sont traversés avant de rejoindre la halte totalement isolée de Lacazalié au pk 12,7.
Plus ou moins en palier sur 7 km, dominant la rive gauche de l'Agout, la voie atteint le tunnel de Mascatié (164 m) puis au pk 17,5, dessert la halte de Lacrouzette. Juste après, le long tunnel de Teillède (720 m) permet de couper un long bras de la rivière.
La petite halte de Thouy est atteinte au pk 19,8 suivie après le tunnel en courbe de Roussy (171 m) de la halte de Laparayrié-Beaudecamy au pk 21,7 et son étrange buvette en bois située à 300 m d'altitude.
Peu après, la ligne franchit une dernière fois l'Agout sur le viaduc en pierre de Beaudecamy, longe la route sur 200 m. Elle franchit ensuite le Gijou sur le viaduc du Bouissas qui se termine en patte d'oie afin d'y établir au pk 22 la gare de bifurcation éponyme à l'altitude de 330 m.
Laissant l'antenne vers Brassac sur la droite raccordée par un triangle. La voie aborde le troisième viaduc de Labans pour cheminer en rive droite du Gijou où, coincée entre la rivière et la route, elle serpente jusqu'à Vabre qu'elle contourne par le nord.
La gare est établie à l'est en rive droite au pk 27 à l'altitude 360 m. Elle servira de terminus de l'inauguration de 1905 jusqu'à l'ouverture en 1907 vers Pierre-Ségade.

### De Vabre à Pierre-Ségade
Quittant la gare de Vabre, la ligne passe sous le pont routier, remarquable par ses arches qui dessert le centre du bourg et file direction Nord. Très rapidement le pont du Gat permet de passer rive gauche et après le tunnel du Gat, la route départementale 171 est rejointe.
Elle enchaîne des courbes et contre-courbes, et la ligne ne s'en éloigne que pour éviter ses lacets trop serrés par des tunnels. À noter que par économie, la voie est établie sans contre rails.
S'enchaînent le tunnel des Ramades (51 m), un pont routier qui refait passer rive droite, le tunnel de Crouzigues (136 m) avec, à sa sortie, sa halte éponyme au pk 30,2, le pont à treillis métallique de Rebaut pour un retour en rive gauche suivi du tunnel en courbe de Rebaut (148 m), et à sa sortie la halte avec évitement de Salesses-La Razigade au pk 31,9 en bord de route.
Le tunnel de La Janié (244 m) permet d'éviter une longue boucle de la rivière et le lacet de la D171 associé, puis c'est la halte de Sénégats au pk 38,4. Quittant l'orientation nord-est pour l'est, nouveau pont routier pour joindre la rive droite du Gijou, puis le tunnel de l'Ourtiguié (135 m) et le tunnel de Lacaze (51 m) se suivent avant le contournement par le nord du bourg de Lacaze par une voie redevenue en site propre, avec un cheminement un peu au-dessus de la départementale 81. La gare de Lacaze est atteinte au pk 40,2 toujours en surplomb de la route.
Après la sortie de la gare, le beau viaduc en courbe de Lacaze à 10 arches précède le tunnel du Pujol (93 m). La voie toujours en site propre surplombe la départementale 81 qu'elle finit par suivre sur la gauche. La halte de Lacombalié au pk 45,1 précède la gare de Vianne-Pierre Ségade située au pk 46,5 à 510 m. À l'entrée du bourg avec ses 3 voies d'évitement et sa voie en impasse, elle servira de terminus de 1907 jusqu'à l'ouverture vers Lacaune en 1910.

### De Pierre-Ségade à Murat.

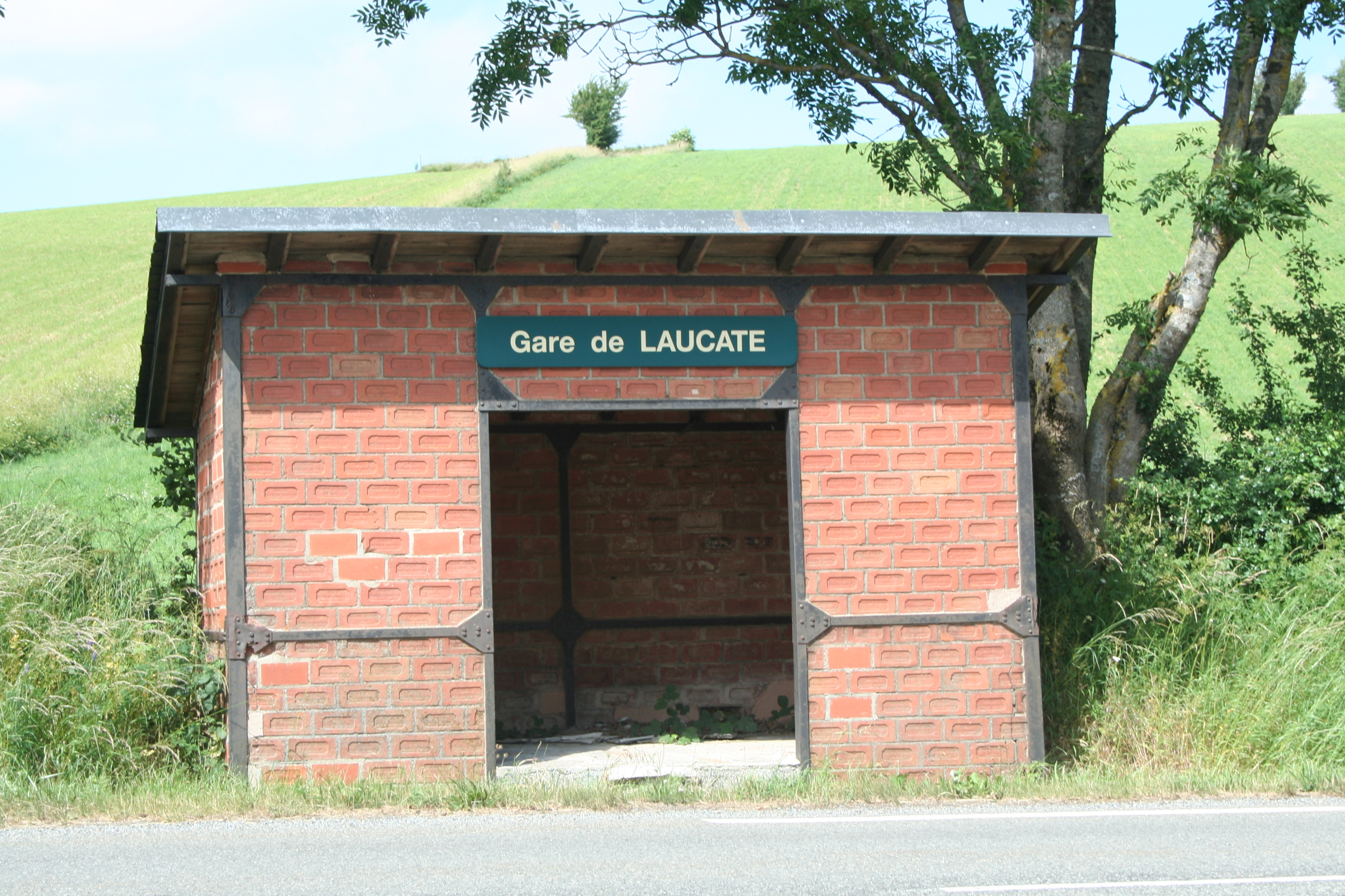
Abri de Laucate

À la sortie de la gare, la voie emprunte l'avenue Élysée Gaches, passe devant la Poste, bifurque rapidement vers la droite par une large courbe et enjambe le Gijou pour passer rive gauche en accotement routier de la départementale 81.
Après un court alignement, la halte des Passes au pk 48,4 dessert les carrières de Luzières. La ligne quitte alors définitivement la route pour franchir le Gijou par un pont ferroviaire dédié et commence sur la droite de la route la longue montée vers Lacaune. La voie métrique prend alors un caractère de train de montagne avec rampe constante (jusqu'à 40 ‰) en flanc de relief, passant de l'altitude de 500 à 800 m en moins de 12 km. Au pk 50,6, dans une grande courbe vers la droite, la halte de Gijounet permet une pause dans l'ascension. Se succèdent alors, à la façon des réseaux suisses, le tunnel de Costefer (43 m), le Viaduc de Gourp-Fumant au-dessus de la D81 et le Tunnel de Gourp Fumant (85 m) au-dessous de la route qui forme une belle épingle à cet endroit. Pk 56,7, à la halte de Carausse la ligne traverse la route et change de flanc dans la vallée puis rejoint la route nationale 622 au niveau de l'arrêt de Recouzinet au pk 58,2. Lacaune est abordé par le sud, et le dernier et long tunnel de Peyruc (248 m) sous une croupe dominant le bourg, l'élégante gare en briques rouges est enfin atteinte au pk 60,0. Elle est dotée de 3 voies de croisement, d'une voie en impasse et d'une double remise.
Peu après l'arrêt de Thïoys au pk 61,9, la longue rampe prend fin au pk 62,8 à l'altitude de 880 m par une tranchée de 150 m, surplombée par un aqueduc et un pont routier. Puis la voie redescend vers la halte de Laucate au pk 64,6 où elle vient s'établir en accotement routier côté droit de la RN622 à 840 m d'altitude. La halte de la Trivale est située au pk 66,4, la traversée du village s'effectue le long de la rue principale. Quittant brièvement la N622 pour toucher la halte du Caylus au pk 67,8, la ligne atteint après avoir traversé le village, la gare de Moulin-Mage, située en sortie côté gauche au pk 69,9 toujours de la RN622. Après avoir repris le côté droit de la route, une dernière rampe en site propre permet d'atteindre le faîte de la ligne à 902 m d'altitude aux environs de l'arrêt du Plot au pk 72,1. La descente finale toujours côté droit de la route permet d'atteindre, au pk 75,0, la gare terminus de Murat-sur-Vèbre à l'altitude de 840 m. Elle est dotée de deux voies à quai, d'une petite remise et d'une plaque de retournement.

## Horaires

### Horaires 1905[3]
| CFD Tarn | CFD Tarn                  | Castres à Vabre | Castres à Vabre | Castres à Vabre | Vabre à Castres    | Vabre à Castres    |       |       |
|          |                           | 1               | 3               | 5               |                    | 2                  | 4     | 6     |
| 0        | ● CASTRES Midi            | 07:00           | 11:45           | 16:45           | VABRE              | 09:00              | 13:55 | 18:45 |
|          | Castres-Albinque          | 07:12           | 11:57           | 16:57           | Castres-Albinque   | 10:23              | 15:08 | 20:08 |
| 27       | VABRE                     | 08:30           | 13:15           | 18:15           | ● CASTRES Midi     | 10:30              | 15:15 | 20:15 |
|          | CFD TARN                  |                 |                 |                 | (1re et 2e classe) | (1re et 2e classe) |       |       |
|          | Horaires 1er juillet 1905 |                 |                 |                 |                    |                    |       |       |
|          |                           |                 |                 |                 |                    |                    |       |       |
|          | durée                     | 01:30           | 01:30           | 01:30           |                    | 01:30              | 01:20 | 01:30 |
|          | km                        | 27,0            | 27,0            | 27,0            |                    | 27,0               | 27,0  | 27,0  |
|          | vitesse                   | 18,0            | 18,0            | 18,0            |                    | 18,0               | 20,3  | 18,0  |

Ouverture partielle le 1er juillet 1905
Durée du trajet : 1 h 30 pour 26,7 km, vitesse moyenne 18 km/h.

### Horaires 1937
| 981-D | 981-D          | CASTRES | CASTRES | CASTRES | ◄▬► | ◄▬►   | ◄▬► | ◄▬►   | ◄▬► | LACAUNE-LES-BAINS | LACAUNE-LES-BAINS | LACAUNE-LES-BAINS | LACAUNE-LES-BAINS | LACAUNE-LES-BAINS | LACAUNE-LES-BAINS | ◄▬► | ◄▬►   | ◄▬► | ◄▬►   | ◄▬► | MURAT | MURAT | MURAT | 981-D | 981-D |   |       |
| |                |         |         |         |     |       |     |       |     |                   |                   |                   |                   |                   |                   |     |       |     |       |     |       |       |       |       |       |   |       |
| km |                |         |         | f       |     | a     |     | b     |     | a                 |                   | c                 |                   |                   | †                 |     | d     |     | e     |     | f     |       |       | a     |       |   | e     |
| 0 | ● CASTRES Midi | dép.    | ▌       | 05:24   |     | ...   | ▌   | 06:08 | ▌   | 06:08             | ▌                 | 06:54             | 07:15             | ▌                 | 08:51             | ▌   | 11:50 | ▌   | 12:53 | ▌   | 13:20 | 15:29 |       | ...   | 15:50 | ▌ | ...   |
| | - Albinque     |         | ▌       | \|      |     | ...   | ▌   | \|    | ▌   | \|                | ▌                 | \|                | \|                | ▌                 | \|                | ▌   | \|    | ▌   | \|    | ▌   | \|    | \|    |       | ...   | \|    | ▌ | ...   |
| 10 | ROQUECOURBE    |         | ▌       | 05:47   |     | ...   | ▌   | 06:50 | ▌   | 06:50             | ▌                 | 07:16             | 07:45             | ▌                 | 09:13             | ▌   | 12:27 | ▌   | 13:24 | ▌   | 13:51 | 15:54 |       | ...   | 16:12 | ▌ | ...   |
| 27 | VABRE...       |         | ▌       | \|      |     | ...   |     | \|    | ▌   | 07:37             | ▌                 | 07:52             | \|                | ▌                 | 09:47             | ▌   | 13:22 | ▌   | 14:05 | ▌   | 14:34 | \|    |       | ...   | 16:52 | ▌ | 16:38 |
| 40 | LACAZE         |         | ▌       | ↓       |     | ...   |     | ↓     | ▌   | 08:07             | ▌                 | 08:17             | ↓                 | ▌                 | 10:12             | ▌   | 13:55 |     | ▬▬▬   |     | ▬▬▬   | ↓     | ▌     | 16:03 | 17:17 | ▌ | 17:29 |
| 47 | PIERRE-SEGADE  |         | ▌       | Bras-   |     | ...   |     | Bras- | ▌   | 08:39             | ▌                 | 08:29             | Bras-             | ▌                 | 10:24             | ▌   | 14:25 |     | ...   |     | ...   | Bras- | ▌     | 16:38 | 17:29 | ▌ | 17:54 |
| 60 | LACAUNE        | {arr.   | ▌       | sac     |     | ...   |     | sac   | ▌   | 09:19             | ▌                 | 08:57             | sac               | ▌                 | 10:51             | ▌   | 14:57 |     | ...   |     | a     | sac   |       | ▬▬▬   | 17:57 | ▌ | 18:26 |
| | LES-BAINS.     | {dép.   | ▌       | ▬▬▬     | ▌   | 07:20 |     | ▬▬▬   | ▌   | 09:20             | ▌                 | 08:58             | ▬▬▬               |                   | ▬▬▬               |     | ▬▬▬   |     | ...   | ▌   | 15:10 | ▬▬▬   |       | ...   | 17:58 | ▌ | ▬▬▬   |
| 70 | MOULIN-MAGE    |         |         | ...     | ▌   | 07:49 |     | ...   | ▌   | 09:49             | ▌                 | 09:20             | ...               |                   | ...               |     | ...   |     | ...   | ▌   | 15:40 | ...   |       | ...   | 18:20 |   | ...   |
| 75 | MURAT          | arr.    |         | ...     | ▌   | 08:04 |     | ...   | ▌   | 10:04             | ▌                 | 09:30             | ...               |                   | ...               |     | ...   |     | ...   | ▌   | 15:55 | ...   |       | ...   | 18:30 |   | ...   |
| |                |         |         |         |     |       |     |       |     |                   |                   |                   |                   |                   |                   |     |       |     |       |     |       |       |       |       |       |   |       |
| Autres principaux arrêts : Les Salvages (3 km), Lacazalié-Montredon (10 km), Laparayrié-Beaudecamy, Senegats, Gijounet (51 km), La Trivalle. |                |         |         |         |     |       |     |       |     |                   |                   |                   |                   |                   |                   |     |       |     |       |     |       |       |       |       |       |   |       |
| a Les Jours de foire à Lacaune, — b Les Jours de foire à Brassac. — c Sauf les Jours de foire à Lacaune et Murat. — d Sauf les samedis, dimanches, fêtes et Jours de foire à Castres — e Samedi et jours de foire à Castres. — f Dimanches et fêtes du 1.er-VI au 30-IX. † Dimanches et fêtes. |                |         |         |         |     |       |     |       |     |                   |                   |                   |                   |                   |                   |     |       |     |       |     |       |       |       |       |       |   |       |
| |                | durée   |         | 00:23   |     | 00:44 |     | 00:42 |     | 03:56             |                   | 02:36             | 00:30             |                   | 02:00             |     | 03:07 |     | 01:12 |     | 01:14 | 00:25 |       | 00:35 | 02:40 |   | 01:48 |
| |                | km      |         | 10,0    |     | 15,0  |     | 10,0  |     | 75,0              |                   | 75,0              | 10,0              |                   | 60,0              |     | 60,0  |     | 27,0  |     | 27,0  | 10,0  |       | 7,0   | 75,0  |   | 33,0  |
| |                | vitesse |         | 26,1    |     | 20,5  |     | 14,3  |     | 19,1              |                   | 28,8              | 20,0              |                   | 30,0              |     | 19,3  |     | 22,5  |     | 21,9  | 24,0  |       | 12,0  | 28,1  |   | 18,3  |
| |                | durée   |         |         |     |       |     |       |     |                   |                   |                   |                   |                   |                   |     |       |     |       |     | 00:45 |       |       |       |       |   |       |
| |                | km      |         |         |     |       |     |       |     |                   |                   |                   |                   |                   |                   |     |       |     |       |     | 15,0  |       |       |       |       |   |       |
| |                | vitesse |         |         |     |       |     |       |     |                   |                   |                   |                   |                   |                   |     |       |     |       |     | 20,0  |       |       |       |       |   |       |

| 981-D | 981-D            | MURAT   | MURAT | MURAT | ◄▬►   | ◄▬► | ◄▬►   | ◄▬►   | ◄▬► | LACAUNE-LES-BAINS | LACAUNE-LES-BAINS | LACAUNE-LES-BAINS | LACAUNE-LES-BAINS | LACAUNE-LES-BAINS | LACAUNE-LES-BAINS | LACAUNE-LES-BAINS | ◄▬► | ◄▬►   | ◄▬►   | CASTRES | CASTRES | CASTRES | CASTRES | 981-D | 981-D |   |       |
| |                  |         |       |       |       |     |       |       |     |                   |                   |                   |                   |                   |                   |                   |     |       |       |         |         |         |         |       |       |   |       |
| |                  |         |       | †     |       |     | e     |       |     | a                 |                   | e                 |                   | d                 |                   | a                 |     | c     |       |         | †       |         | †       |       | b     |   | a     |
| 0 | MURAT            | dép.    |       | ...   | 5:31  |     |       | ...   | ▌   | 8:28              |                   | ...               |                   | ...               | ▌                 | 14:10             | ▌   | 14:28 | ...   |         | ...     |         | ...     |       | ...   | ▌ | 16:10 |
| 5 | MOULIN-MAGE      |         |       | ...   | 5:42  |     |       | ...   | ▌   | 8:46              |                   | ...               |                   | ...               | ▌                 | 14:24             | ▌   | 14:39 | ...   |         | ...     |         | ...     |       | ...   | ▌ | 16:24 |
| 15 | LACAUNE-         | {arr.   |       | ...   | 6:03  |     |       | ...   | ▌   | 9:15              |                   | ...               |                   | ...               | ▌                 | 15:12             | ▌   | 15:02 | ...   |         | ...     |         | ...     |       | ...   | ▌ | \|    |
| | LES-BAINS.       | {dép.   |       | Bras- | 6:04  | ▌   | 5:45  | Bras- | ▌   | ▬▬▬               |                   | ...               | ▌                 | 10:53             | ▌                 | 15:13             | ▌   | 15:03 | Bras- |         | ...     | ▌       | 16:20   |       | Bras- | ▌ | 17:14 |
| 28 | PIERRE-SEGADE    |         |       | sac   | 6:33  | ▌   | 6:43  | sac   |     | ...               |                   | ...               | ▌                 | 11:37             | ▌                 | 15:50             | ▌   | 15:32 | sac   |         | ...     | ▌       | 16:57   |       | sac   | ▌ | 17:55 |
| 35 | LACAZE           |         |       | \|    | 6:45  | ▌   | 6:58  | \|    |     | ...               |                   |                   | ▌                 | 11:56             | ▌                 | ▬▬▬               | ▌   | 15:44 | \|    |         |         | ▌       | 17:17   |       | \|    | ▌ | 18:11 |
| 48 | VABRE            |         |       | ↓     | 7:10  | ▌   | 7:34  | ↓     |     | ...               | ▌                 | 10:53             | ▌                 | 12:40             |                   |                   | ▌   | 16:09 | ↓     | ▌       | 16:30   | ▌       | 17:55   |       | ↓     | ▌ | 18:46 |
| 65 | ROQUECOURBE      |         | ▌     | 6:43  | 7:45  | ▌   | ▬▬▬   | 8:17  |     | ...               | ▌                 | 11:36             | ▌                 | 13:30             |                   |                   | ▌   | 16:44 | 17:05 | ▌       | 17:15   | ▌       | 18:38   | ▌     | 19:05 | ▌ | 19:28 |
| | CASTRES-Albinque |         | ▌     | I     | I     |     | ...   | I     |     | ...               | ▌                 | I                 | ▌                 | I                 |                   |                   | ▌   | I     | I     | ▌       | I       | ▌       | I       | ▌     | I     | ▌ | I     |
| 75 | ● - Gare Midi    | arr.    | ▌     | 7:04  | 8:06  |     | ...   | 8:38  |     | ...               | ▌                 | 12:06             | ▌                 | 13:59             |                   |                   | ▌   | 17:05 | 17:33 | ▌       | 17:44   | ▌       | 19:08   | ▌     | 19:38 | ▌ | 20:02 |
| Autres principaux arrêts : Les Salvages (3 km), Lacazalié-Montredon (10 km), Laparayrié-Beaudecamy, Senegats, Gijounet (51 km), La Trivalle. |                  |         |       |       |       |     |       |       |     |                   |                   |                   |                   |                   |                   |                   |     |       |       |         |         |         |         |       |       |   |       |
| a Les Jours de foire à Lacaune, — b Les Jours de foire à Brassac. — c Sauf les Jours de foire à Lacaune et Murat. — d Sauf les samedis, dimanches, fêtes et Jours de foire à Castres — e Samedi et jours de foire à Castres. — f Dimanches et fêtes du 1.er-VI au 30-IX. † Dimanches et fêtes. |                  |         |       |       |       |     |       |       |     |                   |                   |                   |                   |                   |                   |                   |     |       |       |         |         |         |         |       |       |   |       |
| |                  | durée   |       | 00:21 | 02:35 |     | 01:49 | 00:21 |     | 00:47             |                   | 01:13             |                   | 03:06             |                   | 01:40             |     | 02:37 | 00:28 |         | 01:14   |         | 02:48   |       | 00:33 |   | 03:52 |
| |                  | km      |       | 10,0  | 75,0  |     | 33,0  | 10,0  |     | 15,0              |                   | 27,0              |                   | 60,0              |                   | 28,0              |     | 75,0  | 10,0  |         | 15,0    |         | 60,0    |       | 10,0  |   | 75,0  |
| |                  | vitesse |       | 28,6  | 29,0  |     | 18,2  | 28,6  |     | 19,1              |                   | 22,2              |                   | 19,4              |                   | 16,8              |     | 28,7  | 21,4  |         | 12,2    |         | 21,4    |       | 18,2  |   | 19,4  |

Les vitesses moyennes se situent comme à l'origine aux environs de 20 km/h, pour les trains vapeurs.
Pour les autorails mis en service à partir de 1927, la vitesse moyenne s'établit aux alentours de 30 km/h.
À noter les nombreux trains dédiés aux foires dans les divers bourgs.

### Horaires 1953[4]
| 4458 | 4458                | (voies ferrées et autorails) |   |   |       |   | CASTRES | CASTRES | CASTRES |       | ╭━    |   | MURAT   | MURAT   | MURAT   |   | Voies Ferrées Départementales du midi (réseau du Tarn), à Toulouse, Tél, : MA. 41-45 | Voies Ferrées Départementales du midi (réseau du Tarn), à Toulouse, Tél, : MA. 41-45 | Voies Ferrées Départementales du midi (réseau du Tarn), à Toulouse, Tél, : MA. 41-45 | Voies Ferrées Départementales du midi (réseau du Tarn), à Toulouse, Tél, : MA. 41-45 | Voies Ferrées Départementales du midi (réseau du Tarn), à Toulouse, Tél, : MA. 41-45 | Voies Ferrées Départementales du midi (réseau du Tarn), à Toulouse, Tél, : MA. 41-45 | Voies Ferrées Départementales du midi (réseau du Tarn), à Toulouse, Tél, : MA. 41-45 | Voies Ferrées Départementales du midi (réseau du Tarn), à Toulouse, Tél, : MA. 41-45 | Voies Ferrées Départementales du midi (réseau du Tarn), à Toulouse, Tél, : MA. 41-45 | Voies Ferrées Départementales du midi (réseau du Tarn), à Toulouse, Tél, : MA. 41-45 | Voies Ferrées Départementales du midi (réseau du Tarn), à Toulouse, Tél, : MA. 41-45 |        |   |       |
| 4458 | 4458                | (voies ferrées et autorails) |   |   |       |   | CASTRES | CASTRES | CASTRES | ━━━   | ┫     |   |         |         |         |   | Voies Ferrées Départementales du midi (réseau du Tarn), à Toulouse, Tél, : MA. 41-45 | Voies Ferrées Départementales du midi (réseau du Tarn), à Toulouse, Tél, : MA. 41-45 | Voies Ferrées Départementales du midi (réseau du Tarn), à Toulouse, Tél, : MA. 41-45 | Voies Ferrées Départementales du midi (réseau du Tarn), à Toulouse, Tél, : MA. 41-45 | Voies Ferrées Départementales du midi (réseau du Tarn), à Toulouse, Tél, : MA. 41-45 | Voies Ferrées Départementales du midi (réseau du Tarn), à Toulouse, Tél, : MA. 41-45 | Voies Ferrées Départementales du midi (réseau du Tarn), à Toulouse, Tél, : MA. 41-45 | Voies Ferrées Départementales du midi (réseau du Tarn), à Toulouse, Tél, : MA. 41-45 | Voies Ferrées Départementales du midi (réseau du Tarn), à Toulouse, Tél, : MA. 41-45 | Voies Ferrées Départementales du midi (réseau du Tarn), à Toulouse, Tél, : MA. 41-45 | Voies Ferrées Départementales du midi (réseau du Tarn), à Toulouse, Tél, : MA. 41-45 | C5 (2) |   |       |
| 4458 | 4458                | (voies ferrées et autorails) |   |   |       |   | CASTRES | CASTRES | CASTRES |       | ╰━    |   | BRASSAC | BRASSAC | BRASSAC |   | Voies Ferrées Départementales du midi (réseau du Tarn), à Toulouse, Tél, : MA. 41-45 | Voies Ferrées Départementales du midi (réseau du Tarn), à Toulouse, Tél, : MA. 41-45 | Voies Ferrées Départementales du midi (réseau du Tarn), à Toulouse, Tél, : MA. 41-45 | Voies Ferrées Départementales du midi (réseau du Tarn), à Toulouse, Tél, : MA. 41-45 | Voies Ferrées Départementales du midi (réseau du Tarn), à Toulouse, Tél, : MA. 41-45 | Voies Ferrées Départementales du midi (réseau du Tarn), à Toulouse, Tél, : MA. 41-45 | Voies Ferrées Départementales du midi (réseau du Tarn), à Toulouse, Tél, : MA. 41-45 | Voies Ferrées Départementales du midi (réseau du Tarn), à Toulouse, Tél, : MA. 41-45 | Voies Ferrées Départementales du midi (réseau du Tarn), à Toulouse, Tél, : MA. 41-45 | Voies Ferrées Départementales du midi (réseau du Tarn), à Toulouse, Tél, : MA. 41-45 | Voies Ferrées Départementales du midi (réseau du Tarn), à Toulouse, Tél, : MA. 41-45 |        |   |       |
| km |                     |                              |   |   |       |   | A       |         | G       |       |       |   | B       |         | C       |   |                                                                                      |                                                                                      | D                                                                                    |                                                                                      |                                                                                      |                                                                                      | D                                                                                    |                                                                                      | E                                                                                    |                                                                                      | D                                                                                    |        |   | F     |
| 0 |                     | ● CASTRES (S.N.C.F.)         | D | D | ...   | ▌ | 05:20   | ▌       | 06:10   | 07:35 | 08:20 | ▌ | 08:50   | ▌       | 09:45   |   | ...                                                                                  | ▌                                                                                    | 12:00                                                                                |                                                                                      | ...                                                                                  | ▌                                                                                    | 15:15                                                                                | ▌                                                                                    | 15:30                                                                                | ▌                                                                                    | ...                                                                                  | 16:35  | ▌ | 19:45 |
| 22 | LE BOUISSAS (Bifur) | LE BOUISSAS (Bifur)          |   |   | ...   | ▌ | 06:32   | ▌       | 07:36   | 08:30 | 09:11 | ▌ | 10:02   | ▌       | 10:33   |   | ...                                                                                  | ▌                                                                                    | 12:54                                                                                |                                                                                      | ...                                                                                  | ▌                                                                                    | 16:32                                                                                | ▌                                                                                    | 16:27                                                                                | ▌                                                                                    | 16:34                                                                                | 17:25  | ▌ | 20:34 |
| 27 | \|                  | VABRE                        |   |   | ...   | ▌ | 06:49   |         | \|      | 08:37 | \|    | ▌ | 10:18   | ▌       | 10:40   |   | ...                                                                                  | ▌                                                                                    | 13:00                                                                                |                                                                                      | ...                                                                                  | ▌                                                                                    | 16:50                                                                                | ▌                                                                                    | 16:36                                                                                | ▌                                                                                    | \|                                                                                   | \|     | ▌ | \|    |
| 47 | \|                  | PIERRE-SEGADE                |   | ▌ | A     | ▌ | 08:00   |         | \|      | 09:15 | \|    | ▌ | 11:22   | ▌       | 11:17   | ▌ | A                                                                                    |                                                                                      | ▬▬▬                                                                                  | ▌                                                                                    | A                                                                                    | ▌                                                                                    | 17:54                                                                                | ▌                                                                                    | 17:15                                                                                | ▌                                                                                    | \|                                                                                   | \|     | ▌ | \|    |
| 60 | \|                  | LACAUNE-LES-BAINS            |   | ▌ | 07:45 | ▌ | 08:36   |         | \|      | 09:45 | \|    | ▌ | 11:55   | ▌       | 11:45   | ▌ | 12:00                                                                                |                                                                                      | ...                                                                                  | ▌                                                                                    | 15:00                                                                                | ▌                                                                                    | 18:37                                                                                | ▌                                                                                    | 17:46                                                                                | ▌                                                                                    | \|                                                                                   | \|     | ▌ | \|    |
| 75 | \|                  | MURAT-sur-VEBRE              | A | ▌ | 08:29 | ▌ | ▬▬▬     |         | \|      | 10:17 | \|    |   | ▬▬▬     |         | ▬▬▬     | ▌ | 12:44                                                                                |                                                                                      | ...                                                                                  | ▌                                                                                    | 15:44                                                                                | ▌                                                                                    | 19:22                                                                                | ▌                                                                                    | 18:18                                                                                | ▌                                                                                    | \|                                                                                   | \|     | ▌ | \|    |
| a | ↓                   |                              |   |   | ▬▬▬   |   |         |         | \|      | ▬▬▬   | \|    |   |         |         |         |   | ▬▬▬                                                                                  |                                                                                      |                                                                                      |                                                                                      | ▬▬▬                                                                                  |                                                                                      | ▬▬▬                                                                                  |                                                                                      | ▬▬▬                                                                                  | ▌                                                                                    | \|                                                                                   | \|     | ▌ | \|    |
| 36 | BRASSAC             | BRASSAC                      | A | A | ...   |   | ...     |         | 08:12   | ...   | 09:36 |   | ...     |         | ...     |   | ...                                                                                  |                                                                                      | ...                                                                                  |                                                                                      | ...                                                                                  |                                                                                      | ...                                                                                  |                                                                                      | ...                                                                                  | ▌                                                                                    | 16:59                                                                                | 17:50  | ▌ | 20:59 |
| Autres principaux arrêts : Roquecourbe (10 km), Lacaze (40 km), Moulin-Mage (70 km), Ferrière (28a km). |                     |                              |   |   |       |   |         |         |         |       |       |   |         |         |         |   |                                                                                      |                                                                                      |                                                                                      |                                                                                      |                                                                                      |                                                                                      |                                                                                      |                                                                                      |                                                                                      |                                                                                      |                                                                                      |        |   |       |
| A Les Jours de foire à Lacaune, — B Circule de Castres à Lacaune les ② et ④; de Castres à Vabre les ① ③ ⑤ sauf si ces jours tombent un jour de foire à Castres ou à Lacaune — C ⑥, † et Jours de foire à Castres et à Lacaune — D ⑥ et Jours de foire à Castres — E Sauf ⑥ et Jours de foire à Castres — F Facultatif les †,— G Jours de foire à Brassac— H † et lendemains de foire à Castres, — K Circule de Castres à Lacaune les ②④⑥ et jours de foire à Castres; ⛏ de Vabre à Castres,— L sauf ⑦ et lendemains de foire à Castres.— a De Castres (2) Sauf militaires et marins : 50% ; Famille nombreuses, 5 enfants : 50%; 6 enfants 60%; 7 enfants et plus : 70% |                     |                              |   |   |       |   |         |         |         |       |       |   |         |         |         |   |                                                                                      |                                                                                      |                                                                                      |                                                                                      |                                                                                      |                                                                                      |                                                                                      |                                                                                      |                                                                                      |                                                                                      |                                                                                      |        |   |       |
| |                     | durée                        |   |   | 00:44 |   | 03:16   |         | 02:02   | 02:42 | 01:16 |   | 03:05   |         | 02:00   |   | 00:44                                                                                |                                                                                      | 01:00                                                                                |                                                                                      | 00:44                                                                                |                                                                                      | 01:35                                                                                |                                                                                      | 02:48                                                                                |                                                                                      | 00:25                                                                                | 01:15  |   | 01:14 |
| |                     | km                           |   |   | 15,0  |   | 60,0    |         | 36,0    | 75,0  | 36,0  |   | 60,0    |         | 60,0    |   | 15,0                                                                                 |                                                                                      | 27,0                                                                                 |                                                                                      | 15,0                                                                                 |                                                                                      | 27,0                                                                                 |                                                                                      | 75,0                                                                                 |                                                                                      | 14,0                                                                                 | 36,0   |   | 36,0  |
| |                     | vitesse                      |   |   | 20,5  |   | 18,4    |         | 17,7    | 27,8  | 28,4  |   | 19,5    |         | 30,0    |   | 20,5                                                                                 |                                                                                      | 27,0                                                                                 |                                                                                      | 20,5                                                                                 |                                                                                      | 17,1                                                                                 |                                                                                      | 26,8                                                                                 |                                                                                      | 33,6                                                                                 | 28,8   |   | 29,2  |

| 4458 | 4458                 | (voies ferrées et autorails) |   |   |       | MURAT   | MURAT   | MURAT   |   | ━━╮   |       | CASTRES | CASTRES | CASTRES | Voies Ferrées Départementales du midi (réseau du Tarn), à Toulouse, Tél, : MA. 41-45 | Voies Ferrées Départementales du midi (réseau du Tarn), à Toulouse, Tél, : MA. 41-45 | Voies Ferrées Départementales du midi (réseau du Tarn), à Toulouse, Tél, : MA. 41-45 | Voies Ferrées Départementales du midi (réseau du Tarn), à Toulouse, Tél, : MA. 41-45 | Voies Ferrées Départementales du midi (réseau du Tarn), à Toulouse, Tél, : MA. 41-45 | Voies Ferrées Départementales du midi (réseau du Tarn), à Toulouse, Tél, : MA. 41-45 | Voies Ferrées Départementales du midi (réseau du Tarn), à Toulouse, Tél, : MA. 41-45 | Voies Ferrées Départementales du midi (réseau du Tarn), à Toulouse, Tél, : MA. 41-45 | Voies Ferrées Départementales du midi (réseau du Tarn), à Toulouse, Tél, : MA. 41-45 | Voies Ferrées Départementales du midi (réseau du Tarn), à Toulouse, Tél, : MA. 41-45 | Voies Ferrées Départementales du midi (réseau du Tarn), à Toulouse, Tél, : MA. 41-45 |        |  |     |
| 4458 | 4458                 | (voies ferrées et autorails) |   |   |       |         |         |         |   | ┣     | ━━━   | CASTRES | CASTRES | CASTRES | Voies Ferrées Départementales du midi (réseau du Tarn), à Toulouse, Tél, : MA. 41-45 | Voies Ferrées Départementales du midi (réseau du Tarn), à Toulouse, Tél, : MA. 41-45 | Voies Ferrées Départementales du midi (réseau du Tarn), à Toulouse, Tél, : MA. 41-45 | Voies Ferrées Départementales du midi (réseau du Tarn), à Toulouse, Tél, : MA. 41-45 | Voies Ferrées Départementales du midi (réseau du Tarn), à Toulouse, Tél, : MA. 41-45 | Voies Ferrées Départementales du midi (réseau du Tarn), à Toulouse, Tél, : MA. 41-45 | Voies Ferrées Départementales du midi (réseau du Tarn), à Toulouse, Tél, : MA. 41-45 | Voies Ferrées Départementales du midi (réseau du Tarn), à Toulouse, Tél, : MA. 41-45 | Voies Ferrées Départementales du midi (réseau du Tarn), à Toulouse, Tél, : MA. 41-45 | Voies Ferrées Départementales du midi (réseau du Tarn), à Toulouse, Tél, : MA. 41-45 | Voies Ferrées Départementales du midi (réseau du Tarn), à Toulouse, Tél, : MA. 41-45 | C5 (2) |  |     |
| 4458 | 4458                 | (voies ferrées et autorails) |   |   |       | BRASSAC | BRASSAC | BRASSAC |   | ━━╯   |       | CASTRES | CASTRES | CASTRES | Voies Ferrées Départementales du midi (réseau du Tarn), à Toulouse, Tél, : MA. 41-45 | Voies Ferrées Départementales du midi (réseau du Tarn), à Toulouse, Tél, : MA. 41-45 | Voies Ferrées Départementales du midi (réseau du Tarn), à Toulouse, Tél, : MA. 41-45 | Voies Ferrées Départementales du midi (réseau du Tarn), à Toulouse, Tél, : MA. 41-45 | Voies Ferrées Départementales du midi (réseau du Tarn), à Toulouse, Tél, : MA. 41-45 | Voies Ferrées Départementales du midi (réseau du Tarn), à Toulouse, Tél, : MA. 41-45 | Voies Ferrées Départementales du midi (réseau du Tarn), à Toulouse, Tél, : MA. 41-45 | Voies Ferrées Départementales du midi (réseau du Tarn), à Toulouse, Tél, : MA. 41-45 | Voies Ferrées Départementales du midi (réseau du Tarn), à Toulouse, Tél, : MA. 41-45 | Voies Ferrées Départementales du midi (réseau du Tarn), à Toulouse, Tél, : MA. 41-45 | Voies Ferrées Départementales du midi (réseau du Tarn), à Toulouse, Tél, : MA. 41-45 |        |  |     |
| km |                      |                              |   |   |       |         |         |         |   |       |       |         |         |         |                                                                                      |                                                                                      |                                                                                      |                                                                                      |                                                                                      |                                                                                      | F                                                                                    |                                                                                      | G                                                                                    |                                                                                      |                                                                                      |        |  |     |
| 0 | BRASSAC              |                              | D | D | ...   | 06:32   |         | ...     |   | ...   | ...   | ...     |         | ...     | 15:00                                                                                |                                                                                      | ...                                                                                  |                                                                                      | ...                                                                                  | ▌                                                                                    | 18:10                                                                                | ▌                                                                                    | 18:00                                                                                |                                                                                      | ...                                                                                  | ...    |  | ... |
| | \|                   |                              |   |   | ▬▬▬   | \|      | ▌       | H       | ▌ | L     | A     | ▬▬▬     | ▌       | A       | \|                                                                                   |                                                                                      | ▬▬▬                                                                                  |                                                                                      | ▬▬▬                                                                                  | ▌                                                                                    | \|                                                                                   | ▌                                                                                    | \|                                                                                   | ▌                                                                                    | A                                                                                    | ...    |  | ... |
| 0 | \|                   | MURAT-sur-VEBRE              | D | D | ...   | \|      | ▌       | 04:51   | ▌ | 05:30 | 09:00 | 13:00   | ▌       | 13:15   | \|                                                                                   | ▌                                                                                    | K                                                                                    | ▌                                                                                    | †                                                                                    | ▌                                                                                    | \|                                                                                   | ▌                                                                                    | \|                                                                                   | ▌                                                                                    | 16:00                                                                                | ...    |  | ... |
| 15 | \|                   | LACAUNE-LES-BAINS            |   | ▌ | D     | \|      | ▌       | 05:42   | ▌ | 06:07 | 09:44 | 13:35   | ▌       | 14:00   | \|                                                                                   | ▌                                                                                    | 15:05                                                                                | ▌                                                                                    | 15:54                                                                                | ▌                                                                                    | \|                                                                                   | ▌                                                                                    | \|                                                                                   | ▌                                                                                    | 17:00                                                                                | ...    |  | ... |
| 28 | \|                   | PIERRE-SEGADE                |   | ▌ | 05:50 | \|      | ▌       | 06:26   | ▌ | 06:44 | ▬▬▬   | 14:04   | ▌       | ▬▬▬     | \|                                                                                   | ▌                                                                                    | 15:48                                                                                | ▌                                                                                    | 16:25                                                                                | ▌                                                                                    | \|                                                                                   | ▌                                                                                    | \|                                                                                   | ▌                                                                                    | 17:48                                                                                | ...    |  | ... |
| 48 | ↓                    | VABRE                        |   | ▌ | 06:48 | \|      | ▌       | 07:20   | ▌ | 07:28 | ...   | 14:43   |         | ...     | \|                                                                                   | ▌                                                                                    | 16:45                                                                                | ▌                                                                                    | 17:09                                                                                | ▌                                                                                    | \|                                                                                   | ▌                                                                                    | \|                                                                                   | ▌                                                                                    | 18:45                                                                                | ...    |  | ... |
| 53 | LE BOUISSAS (Bifur)  | LE BOUISSAS (Bifur)          |   | ▌ | 06:57 | 07:00   | ▌       | 07:29   | ▌ | 07:35 | ...   | \|      |         | ...     | 15:27                                                                                | ▌                                                                                    | 16:55                                                                                | ▌                                                                                    | 17:16                                                                                | ▌                                                                                    | 18:36                                                                                | ▌                                                                                    | 18:39                                                                                | ▌                                                                                    | 18:54                                                                                | ...    |  | ... |
| 75 a36 | ● CASTRES (S.N.C.F.) |                              | A | A | ▬▬▬   | 07:50   | ▌       | 08:37   | ▌ | 08:30 | ...   | 15:40   |         | ...     | 16:18                                                                                | ▌                                                                                    | 18:02                                                                                | ▌                                                                                    | 18:07                                                                                | ▌                                                                                    | 19:24                                                                                | ▌                                                                                    | 19:47                                                                                | ▌                                                                                    | 20:00                                                                                | ...    |  | ... |
| Autres principaux arrêts : Roquecourbe (10 km), Lacaze (40 km), Moulin-Mage (70 km), Ferrière (28a km). |                      |                              |   |   |       |         |         |         |   |       |       |         |         |         |                                                                                      |                                                                                      |                                                                                      |                                                                                      |                                                                                      |                                                                                      |                                                                                      |                                                                                      |                                                                                      |                                                                                      |                                                                                      |        |  |     |
| A Les Jours de foire à Lacaune, — B Circule de Castres à Lacaune les ② et ④; de Castres à Vabre les ① ③ ⑤ sauf si ces jours tombent un jour de foire à Castres ou à Lacaune — C ⑥, † et Jours de foire à Castres et à Lacaune — D ⑥ et Jours de foire à Castres — E Sauf ⑥ et Jours de foire à Castres — F Facultatif les †,— G Jours de foire à Brassac— H † et lendemains de foire à Castres, — K Circule de Castres à Lacaune les ②④⑥ et jours de foire à Castres; ⛏ de Vabre à Castres,— L sauf ⑦ et lendemains de foire à Castres.— a De Castres (2) Sauf militaires et marins : 50% ; Famille nombreuses, 5 enfants : 50%; 6 enfants 60%; 7 enfants et plus : 70% |                      |                              |   |   |       |         |         |         |   |       |       |         |         |         |                                                                                      |                                                                                      |                                                                                      |                                                                                      |                                                                                      |                                                                                      |                                                                                      |                                                                                      |                                                                                      |                                                                                      |                                                                                      |        |  |     |
| |                      | durée                        |   |   | 00:58 | 01:18   |         | 03:46   |   | 03:00 | 00:44 | 02:40   |         | 00:45   | 01:18                                                                                |                                                                                      | 02:57                                                                                |                                                                                      | 02:13                                                                                |                                                                                      | 01:14                                                                                |                                                                                      | 01:47                                                                                |                                                                                      | 04:00                                                                                |        |  |     |
| |                      | km                           |   |   | 25,0  | 36,0    |         | 75,0    |   | 75,0  | 15,0  | 75,0    |         | 15,0    | 36,0                                                                                 |                                                                                      | 60,0                                                                                 |                                                                                      | 60,0                                                                                 |                                                                                      | 36,0                                                                                 |                                                                                      | 36,0                                                                                 |                                                                                      | 75,0                                                                                 |        |  |     |
| |                      | vitesse                      |   |   | 25,9  | 27,7    |         | 19,9    |   | 25,0  | 20,5  | 28,1    |         | 20,0    | 27,7                                                                                 |                                                                                      | 20,3                                                                                 |                                                                                      | 27,1                                                                                 |                                                                                      | 29,2                                                                                 |                                                                                      | 20,2                                                                                 |                                                                                      | 18,8                                                                                 |        |  |     |

## Patrimoine ferroviaire

### Les trois viaducs
Les trois viaducs (Beaudecamy / Bouissas / Labans) situés à peu près au niveau de l'ancienne bifurcation du Bouissas existent toujours, supportant une petite route sommairement goudronnée.

### Piste cyclable
La piste cyclable (Chemin du Petit Train Lacaune-Gijounet) a été construite sur l'ancienne plateforme abandonnée,, depuis 1962 entre La Claumarié, Gijounet, et Carrausse en 2009 et entre Carrausse et Lacaune en 2016) du pk 49,1 au pk 59,4 pour une altitude départ à 543 m et d'arrivée à 818 m.

## Valorisation du patrimoine
Créée en 2022, l'association "Camin Castres-Montagne" s'implique dans la préservation de divers éléments patrimoniaux de la ligne (haltes, viaduc de Labans...) valorisés par un itinéraire de randonnée.